# ابوالمجد تبریزی
ابوالمجد محمد بن مسعود بن مظفر بن محمد بن عبدالحمید تبریزی ملکانی قُرَشی نویسنده و دانشمند سده هشتم هجری و گردآورنده جنگی است، که به سفینه تبریز آوازه یافته است. او که خود اهل شعر و ادب و، چنان که می‌توان از لابه‌لای سطور سفینه دریافت، هم‌نشین عارفان روزگار و مشایخ صوفیه بوده است، از دانش‌های روزگار ش هم آگاهی داشته و این گردایه را برای رجوع پیاپی ش گردآورده است.
 او حدیث و تاریخ و ادب و ریاضی و عرفان را نزد کسانی چون بهاالدین حیدر کاشانی، امین‌الدین ابوالقاسم حاجی‌بله و شیخ محمود شبستری آموخته است. با این همه ابوالجمد بیش‌تر از هر کس خود را وامدار و شاگرد جلال‌الدین عبدالحمید عتیقی می‌داند.
ابوالمجد این جنگ را در سال‌های ۷۲۰ تا ۷۲۳ گردآورده و نوشته است.